# 초신성 핵합성

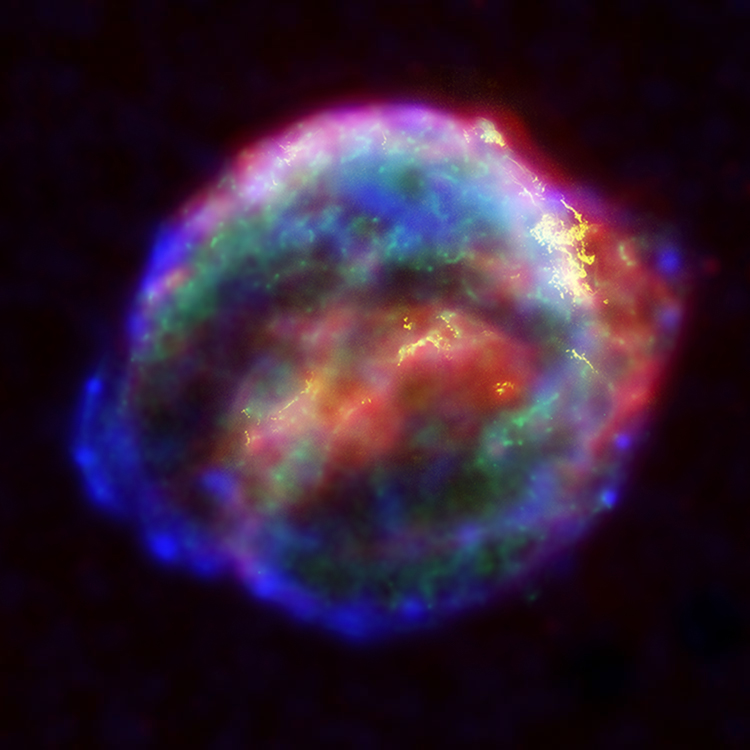
Spitzer 우주 망원경, 허블 우주망원경, 찬드라 엑스선 관측선의 케플러 초신성 합성 영상

초신성 핵합성(Supernova nucleosynthesis)이란 초신성 내부에서 일어나는 핵융합 혹은 핵분열을 가리킨다.

## 초신성
초신성은 항성의 대규모 폭발로, 두 가지 발생 원인이 있다. 하나는 백색왜성이 인접 항성으로부터 물질을 흡수하다가 마침내 찬드라세카르 한계에 도달하여 폭발을 일으키는 것이다. 다른 한 가지는 보다 일반적인 경우로, 적색거성과 같은 거대한 별이 핵융합 연료를 모두 소진하고 마침내 붕괴하면서 에너지를 방출하는 경우이다.

## 생성 원소
초신성은 폭발시 발생하는 엄청난 양의 에너지 때문에 초고온 상태에 이르게 된다. 높은 온도로 말미암아 원자 질량이 약 254에 이르는 캘리포늄이라는 가장 무거운 원소까지도 형성될 수 있다. 참고로 캘리포늄은 지구 상에서는 단지 합성을 통해서만 존재할 수 있다. 항성 핵합성 에서는 핵융합이 생성할 수 있는 최대 질량의 원소는 원자 질량이 대략 55.845인 철 정도이다. 철 정도의 무거운 원소의 핵융합도 매우 희귀하며, 극도로 거대한 항성에서만 발생한다. 그러므로 과학자들은 산소 이상의 대부분의 원소를 초신성이 만들었으며, 따라서 생명 역시 초신성에 기인한다고 믿고 있다. 철보다 무거운 원소는 거대한 항성이 초신성으로 변하기 전에 S-과정을 통해 일부 생성되기도 한다.

## R-과정
초신성 핵합성에서, R-과정이 초신성 내부에서 핵융합을 일으키는 원인이다. R-과정은 원소의 중성자 포획 과정으로 높은 온도에서 높은 밀도의 중성자 선속이 존재할 때 발생한다. R-과정에서 원자핵은 높은 중성자 선속에 노출되며, 불안정할 정도로 중성자가 많은 원자핵을 구성하는데, 이는 곧 안정된 수준의 중성자를 가지는 원자핵으로 붕괴한다. 중성자 선속은 극도로 높아 매 초 단위 센티미터당 1022정도나 된다. 다른 핵합성 과정으로는 P-과정 및 S-과정이 있으며, S-과정은 항성 핵합성에서 나타나는 방식이다.

## 같이 보기
- 임계 질량
- 초신성